# Slam (film 1998)
Slam  è un film del 1998 diretto da Marc Levin.

## Riconoscimenti
Presentato alla Quinzaine des Réalisateurs del 51º Festival di Cannes, vinse la Caméra d'or per la miglior opera prima del Festival.